# Délszláv nyelvek
A délszláv nyelvek a szláv nyelvek egy csoportja a keleti szláv és nyugati szláv mellett. Hozzávetőlegesen 30 millió beszélője van. A nyugati és keleti szláv nyelvektől elszigetelten beszélik a Balkán-félszigeten. Az első írott nyelvemlékkel is rendelkező szláv nyelv a délszláv nyelvek csoportjába tartozó óegyházi szláv nyelv, mely a pravoszláv liturgiák nyelve még ma is.

## Csoportosításuk
Keleti csoport:
- Bolgár
- Macedón
- Óegyházi szláv † (óbolgár, ószláv, ómacedón, egyházi szláv, régi szláv)

Nyugati csoport:
- Szlovén
- Szerbhorvát
  - Szerb
  - Horvát (ča horvát, kaj horvát, što horvát)
  - Bosnyák
  - Montenegrói